# Cot Tulopo
Cot Tulopo är ett berg i Indonesien.   Det ligger i provinsen Aceh, i den västra delen av landet, 1 800 km nordväst om huvudstaden Jakarta. Toppen på Cot Tulopo är 424 meter över havet, eller 137 meter över den omgivande terrängen. Bredden vid basen är 3,4 km.
Terrängen runt Cot Tulopo är kuperad österut, men västerut är den platt. Havet är nära Cot Tulopo åt nordost.Runt Cot Tulopo är det ganska glesbefolkat, med 22 invånare per kvadratkilometer. Närmaste större samhälle är Banda Aceh, 15,8 km väster om Cot Tulopo. Omgivningarna runt Cot Tulopo är en mosaik av jordbruksmark och naturlig växtlighet.